# Organprinzip
Das Organprinzip beschreibt in den Wirtschaftswissenschaften die Mitbestimmung staatlicher Stellen an betrieblichen Entscheidungen. Betriebe werden dabei nicht autonom, sondern als Teileinheiten („Organe des öffentlichen Gesamtkörpers“) gesehen.

## Wirtschaftsordnungen

### Marktwirtschaft
In Marktwirtschaften ist das Organprinzip neben dem Prinzip des Gemeineigentums und dem Prinzip der Gemeinnützigkeit ein konstitutives Merkmal öffentlicher Betriebe und Verwaltungen.

### Zentralverwaltungswirtschaft
In Zentralverwaltungswirtschaften gilt das Organprinzip in der Regel gegenüber sämtlichen Betrieben. Es ist nach Erich Gutenberg neben dem Prinzip des Gemeineigentums und dem Prinzip der zentralen Planerfüllung ein konstitutives Merkmal öffentlicher Betriebe und Verwaltungen eines zentral geleiteten Systems. Dabei existiert ein zentraler Plan, in dem ein Angebot und die entsprechenden Preise festgelegt werden. Das marktwirtschaftliche Pendant zum Organprinzip ist dann das Autonomieprinzip.